# Cash Cars
Cash Cars (Strippers: Cars For Cash) est une émission de téléréalité britannique sur l'Automobile diffusée entre le 8 octobre 2012 et le 9 octobre 2013sur National Geographic Channel. 
En France depuis 30 août 2015 sur RMC Découverte.

## Concept
Deux équipes, composées d'un mécanicien et d'un vendeur, s’affrontent dans une course contre la montre pour faire le plus de profit possible.
Les quatre protagonistes, Ben Szymanski, Frankie Oatway, George Percy et Sheldon Nichols dénichent une voiture par équipe. Une fois celle-ci trouvée, leur mission consistera à essayer de revendre la voiture en pièces détachées. Chaque équipe devra faire le plus de bénéfice, le plus rapidement possible. L'équipe gagnante sera celle qui aura fait les meilleurs profits.

## Émissions

### Saison 1 (2012)
| Numéro d'épisode | Titre original      | Titre français          | Date de diffusion |
| ---------------- | ------------------- | ----------------------- | ----------------- |
| 01               | Gangster Getaways   | Voitures hors la loi    | 8 octobre 2012    |
| 02               | Fast and Furious    | Fast and Furious        | 15 octobre 2012   |
| 03               | American Muscle     | Le rêve américain       | 22 octobre 2012   |
| 04               | Supermini Showdown  | La bataille des minis   | 29 octobre 2012   |
| 05               | Hot Hatch Heroes    | Petites sportives       | 5 novembre 2012   |
| 06               | Sporting Legends    | Porsche et Maserati     | 12 novembre 2012  |
| 07               | Off-Road Write Offs | Epaves tout terrain     | 19 novembre 2012  |
| 08               | Small and Sporty    | Roadsters               | 26 novembre 2012  |
| 09               | Weekend Warriors    | Voitures loisirs        | 3 décembre 2012   |
| 10               | British Classics    | Anglaises de collection | 10 décembre 2012  |

### Saison 2 (2013)
| Numéro d'épisode | Titre original        | Titre français             | Date de diffusion |
| ---------------- | --------------------- | -------------------------- | ----------------- |
| 01               | Super Car Scrappers   | Voitures de sport          | 7 août 2013       |
| 02               | My First Car          | Ma première voiture        | 14 août 2013      |
| 03               | Take Me Home          | « Taxi s'il vous plait ! » | 21 août 2013      |
| 04               | The French Connection | Made in France             | 28 août 2013      |
| 05               | Breaking the Mould    | Rompre avec les habitudes  | 4 septembre 2013  |
| 06               | The Swinging 60s      | Voitures des années folles | 11 septembre 2013 |
| 07               | Workhorse Write Offs  | Trop tôt pour la casse     | 18 septembre 2013 |
| 08               | 50k Cars              | Voitures de luxe           | 25 septembre 2013 |
| 09               | Bargain Bangers       | Les tacots d'enfer         | 2 octobre 2013    |
| 10               | Blinged Up Breakers   | Une petite beauté          | 9 octobre 2013    |